# Proteína de la leucemia promielocítica

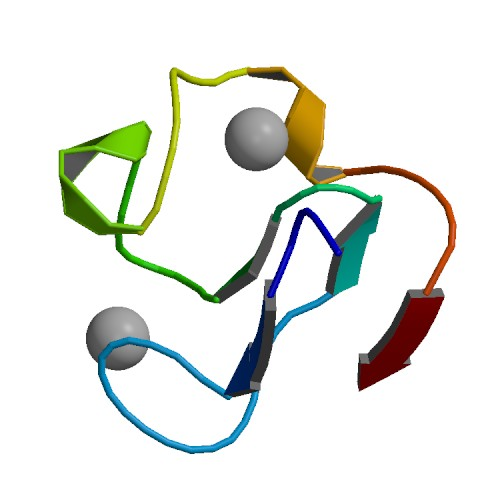
Estructura molecular de cintas de la PML.

La proteína de la leucemia promielocítica es el producto de la transcripción de un gen conocido como PLM Es un miembro de la familia de proteínas TRIM (motivo tripartito). Este motivo contiene tres dominios de unión en dedos de zinc, un motivo RING (rico en cisteínas), una caja B tipo 2 y una región en madeja. Esta fosfoproteína se localiza en cuerpos nucleares donde funciona como factor de transcripción y supresor tumoral. Su expresión está vinculada al ciclo celular y regula la respuesta de p53 a las señales oncogénicas. El gen está frecuentemente implicado en la translocación del gen alfa del receptor del ácido retinoico asociado con la leucemia promielocítica aguda. El gen puede sufrir splicing alternativo, a partir del cual se obtienen diferentes variantes de las regiones central y C-terminal. Todas las variantes, sin embargo, codifican el mismo extremo N-terminal. Estas variantes codifican diferentes isoformas que han sido identificadas.